# Friedrich Ludwig Schrumpf
Friedrich Ludwig Schrumpf (* 15. August 1765 in Assweiler/Asswiller, Elsass; † 2. April 1844 in Biebrich am Rhein) war ein deutscher Architekt und nassauischer Baubeamter.

## Leben
Schrumpf war der Sohn des Konsistorialrats Friedrich Ludwig Schrumpf. Er besuchte das Gymnasium in Zweibrücken und studierte anschließend in Straßburg Alte Sprachen, Mathematik und Philosophie. Malerei, Bildhauer- und Baukunst lernte er in Zweibrücken, an der Bauschule in Mannheim sowie an der Malerakademie in Düsseldorf.
Von 1784 bis 1791 war Schrumpf Kunstmaler am Hof des Landgrafen von Hessen-Homburg. Er unterrichtete ab 1791 Baukunst und Angewandte Mathematik an der Hohen Schule in Herborn. Ab 1805 führte er den Titel „akademischer Baudirektor“ und wirkte auch als Lehrer an der öffentlichen Zeichenschule in Herborn und als Zeichenlehrer an der Lateinschule in Dillenburg. Von 1806 bis 1814 war er Architekt des Sieg-Departements. Von 1808 bis 1816 leitete er die Landbaumeisterei in Dillenburg, Diez und Hadamar. Von 1817 bis 1834 war Schrumpf Hofbaudirektor und zuständig für die Schlösser des Landesherren. Schrumpf war Anhänger des Palladianismus, eines Baustils, der im Klassizismus um 1800 erneut Bedeutung erlangte. Er entwarf zahlreiche Bauten im Herzogtum Nassau, vor allem in den Residenzen Weilburg und Wiesbaden.
Die von ihm erbaute Bonifatiuskirche in Wiesbaden stürzte kurz vor ihrer Vollendung 1831 ein. Schrumpf wurde schuldig gesprochen, seine Aufsichtspflichten beim Bau vernachlässigt zu haben. Er musste eine hohe Summe Schadensersatz zahlen und starb 1844 verarmt.

## Werke
Zu den bekanntesten Bauten Schrumpfs zählen die Receptur (begonnen 1816, bezogen nach Leerstand erst 1829) und das Palais von Dungern (1822) in Weilburg, das Jagdschloss Platte bei Wiesbaden (1823–1826), sowie der Vorgängerbau der Bonifatiuskirche in Wiesbaden (ab 1828 errichtet, 1831 eingestürzt). Weitere Bauten sind die evangelischen Kirchen in Oberneisen (1816–1819) und Driedorf (1821–1827). Für die Evangelische Pfarrkirche in Marienberg, deren Vorgängerbau 1813 abgebrannt war, entwarf Schrumpf 1816 einen Neubau mit achteckigem Kirchenschiff ohne Turm. Ein zweiter Entwurf sah ein rechteckiges Schiff vor, ebenfalls ohne Turm. 1819 wurde schließlich eine überarbeitete vergrößerte Form des zweiten Entwurfs mit Turm durch Eberhard Philipp Wolff ausgeführt.

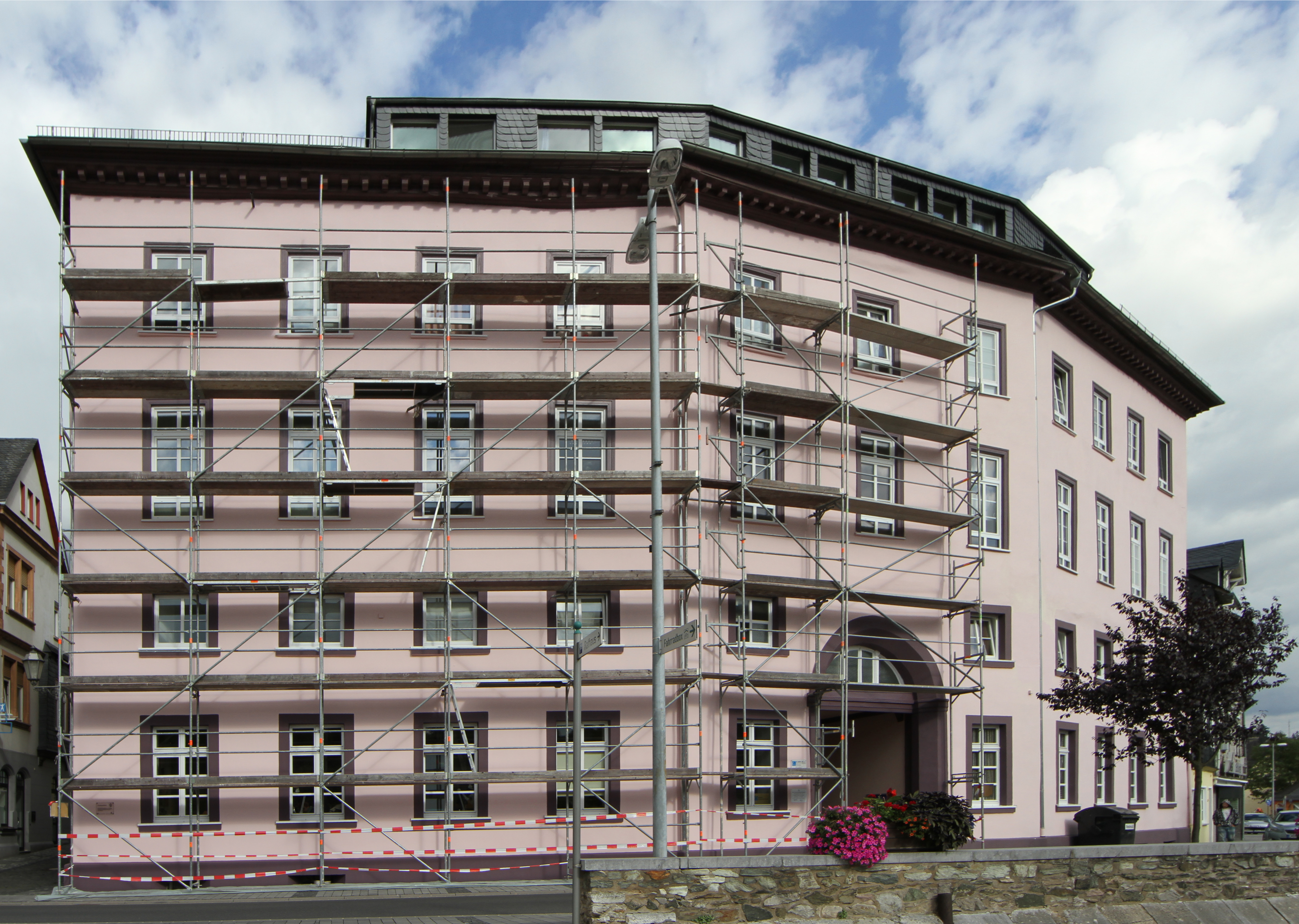
Das Gesellschaftshaus in Weilburg, auch „Receptur“ oder „Zollamt“ genannt
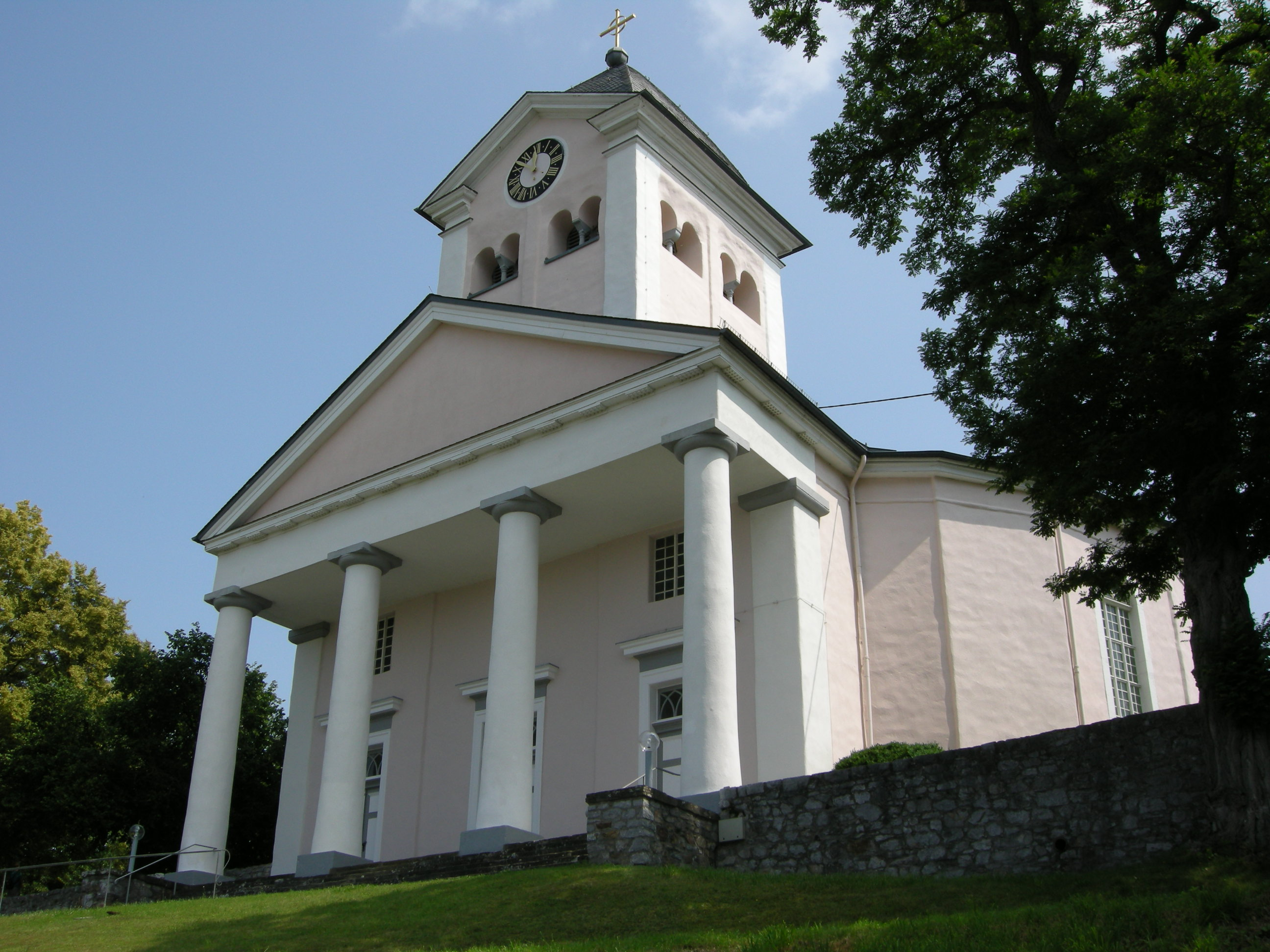
Evangelische Rundkirche in Oberneisen
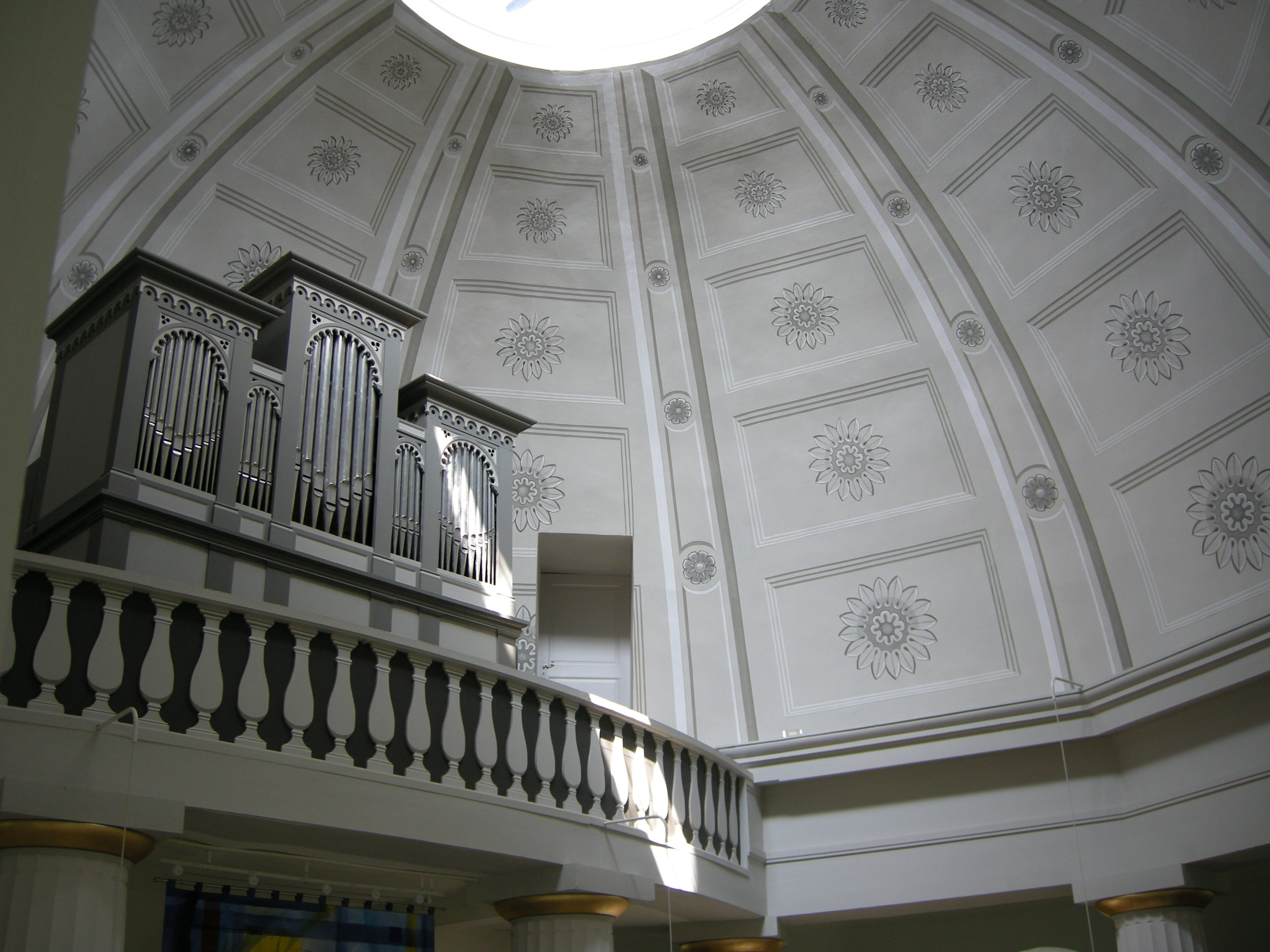
Kuppel und Orgel der evangelischen Rundkirche in Oberneisen
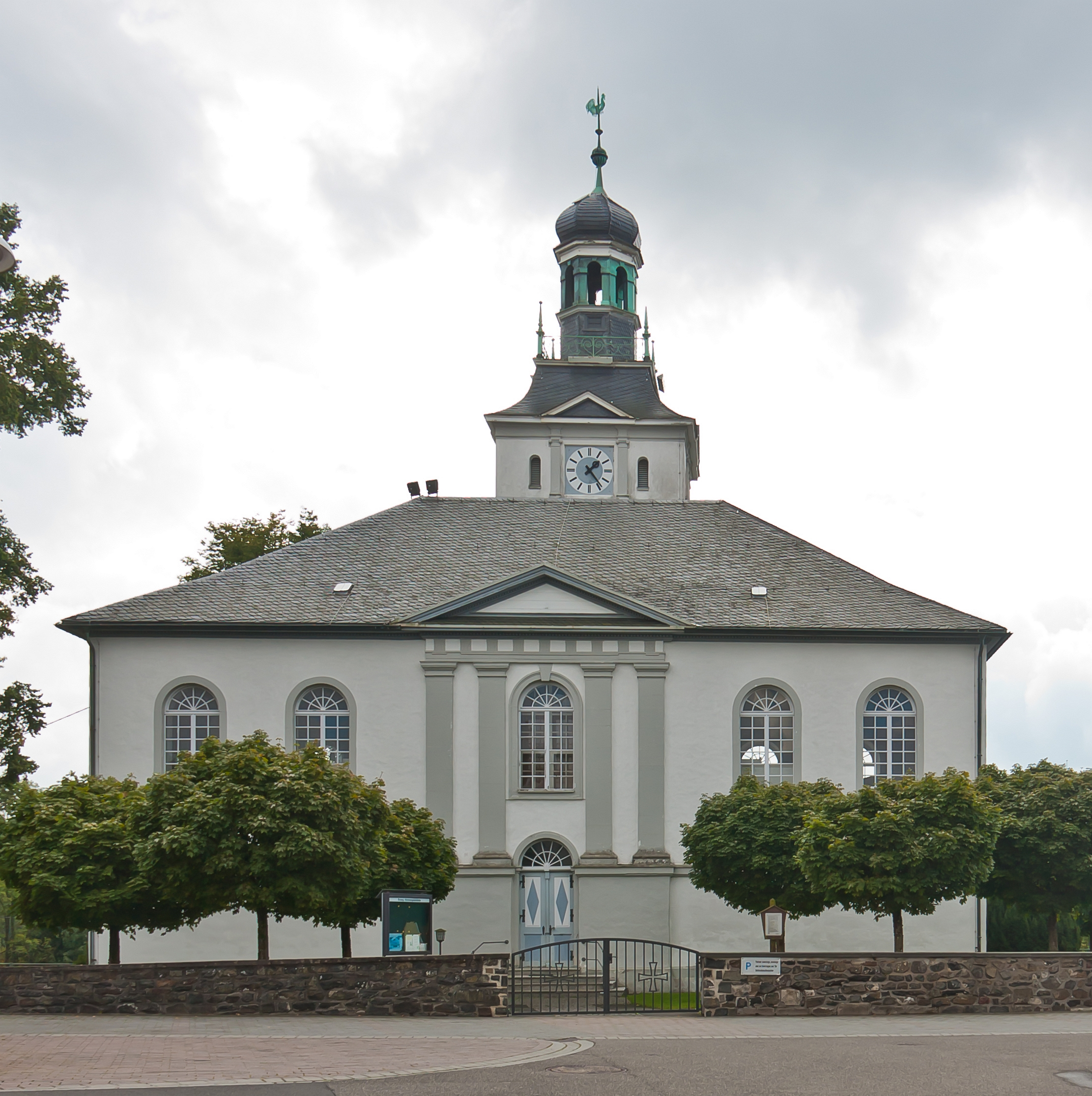
Evangelische Pfarrkirche in Bad Marienberg (Eberhard Philipp Wolff)
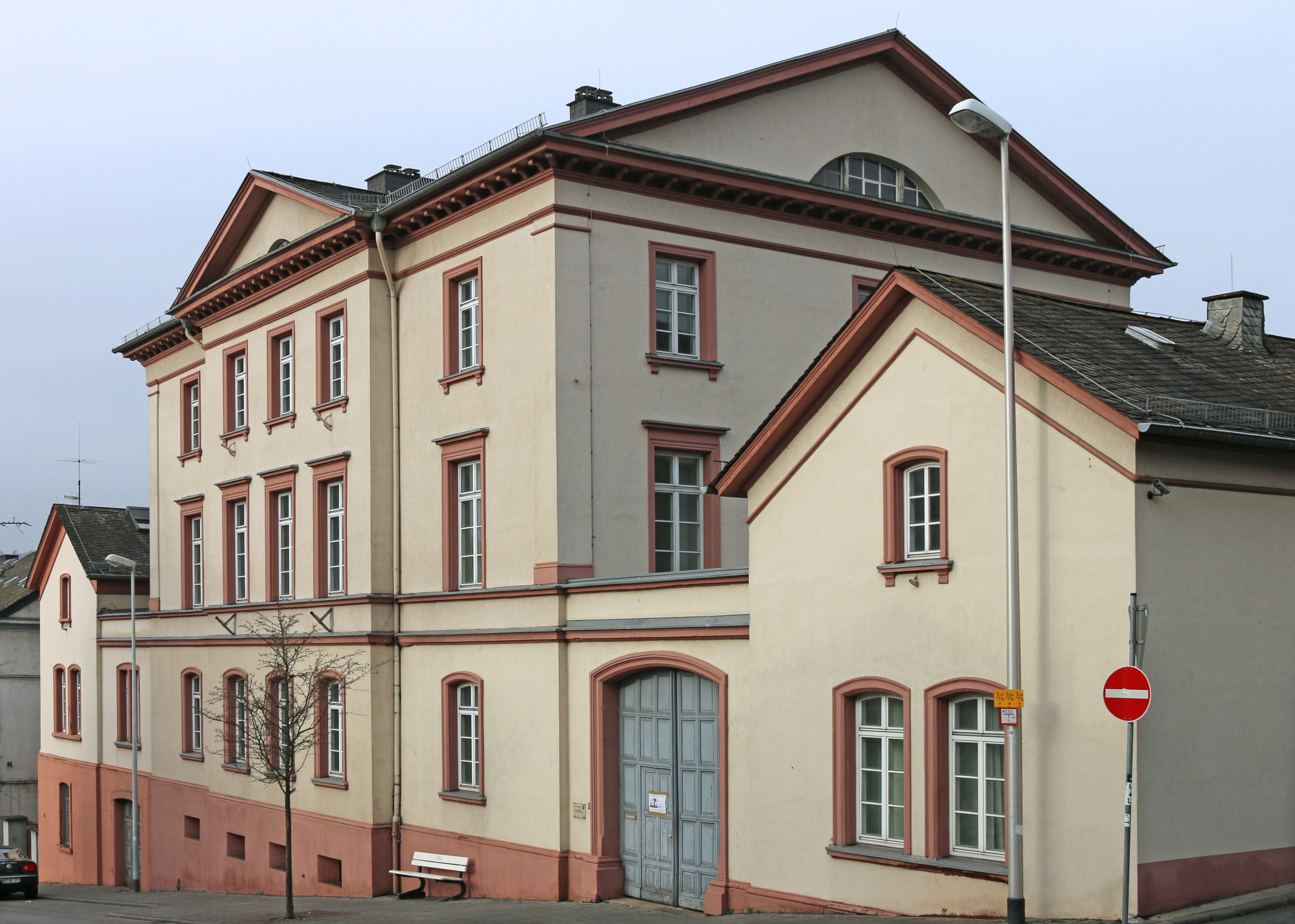
Palais von Dungern in Weilburg
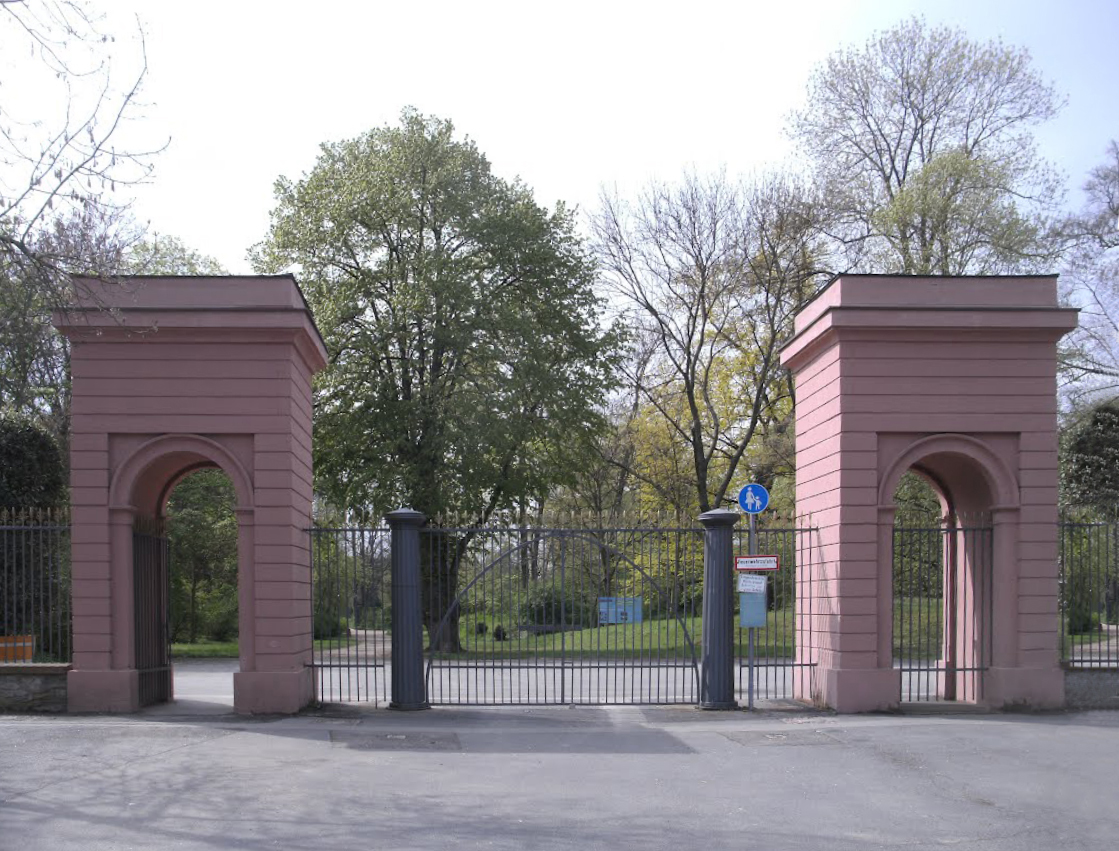
Toranlage am Nordende des Biebricher Schlossparks
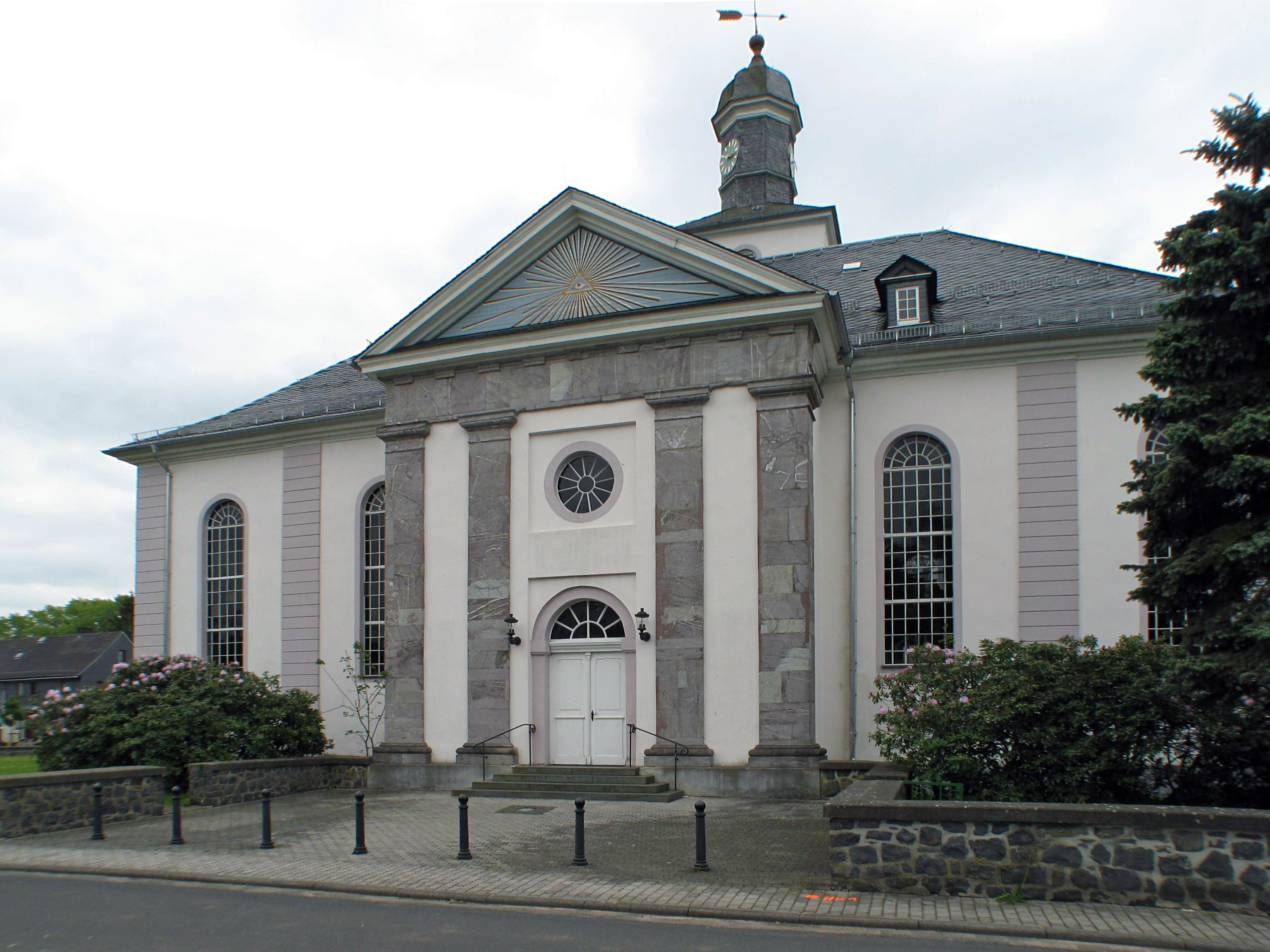
Evangelische Pfarrkirche in Driedorf
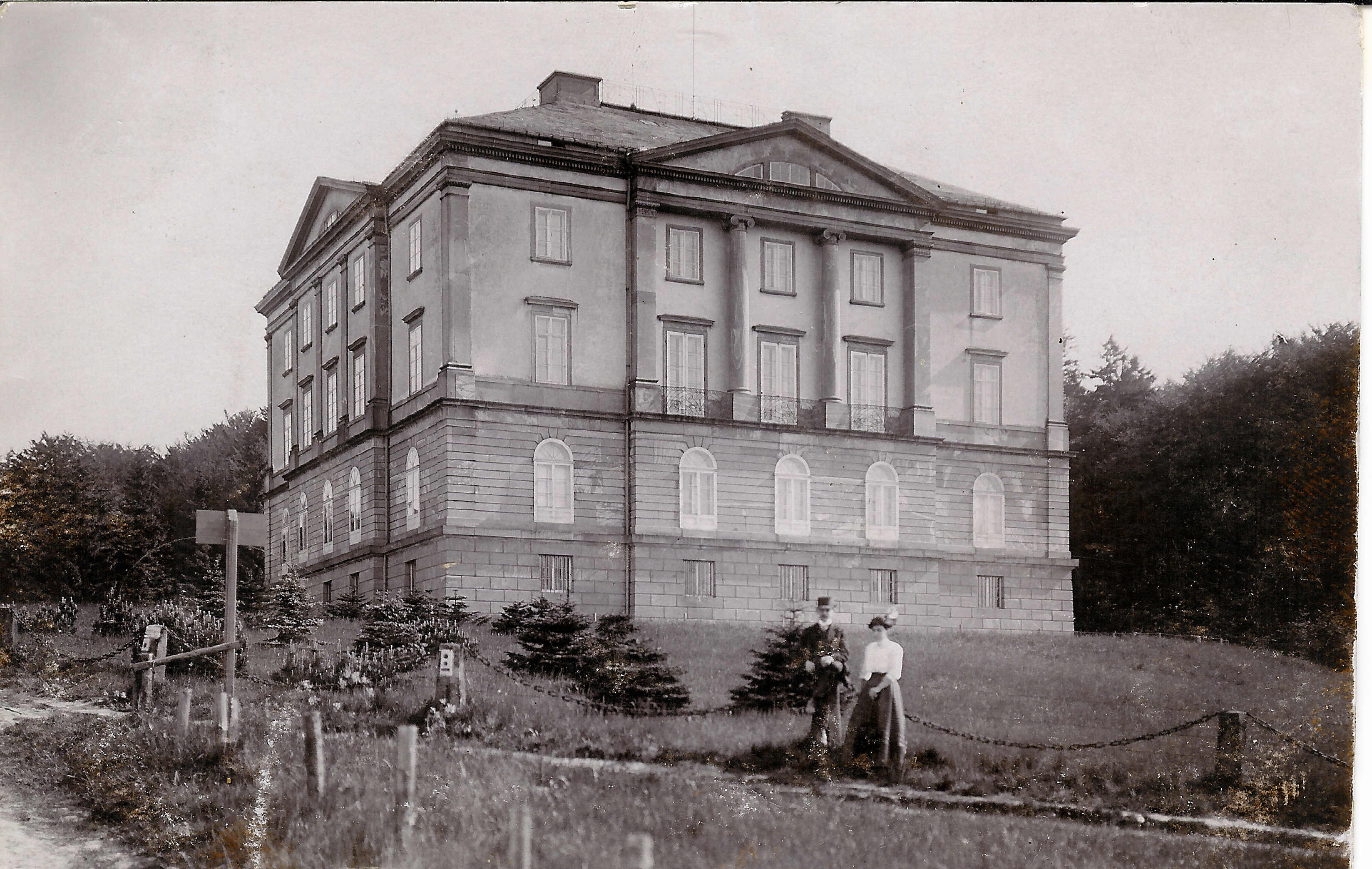
Jagdschloss Platte bei Wiesbaden (Foto um 1910)
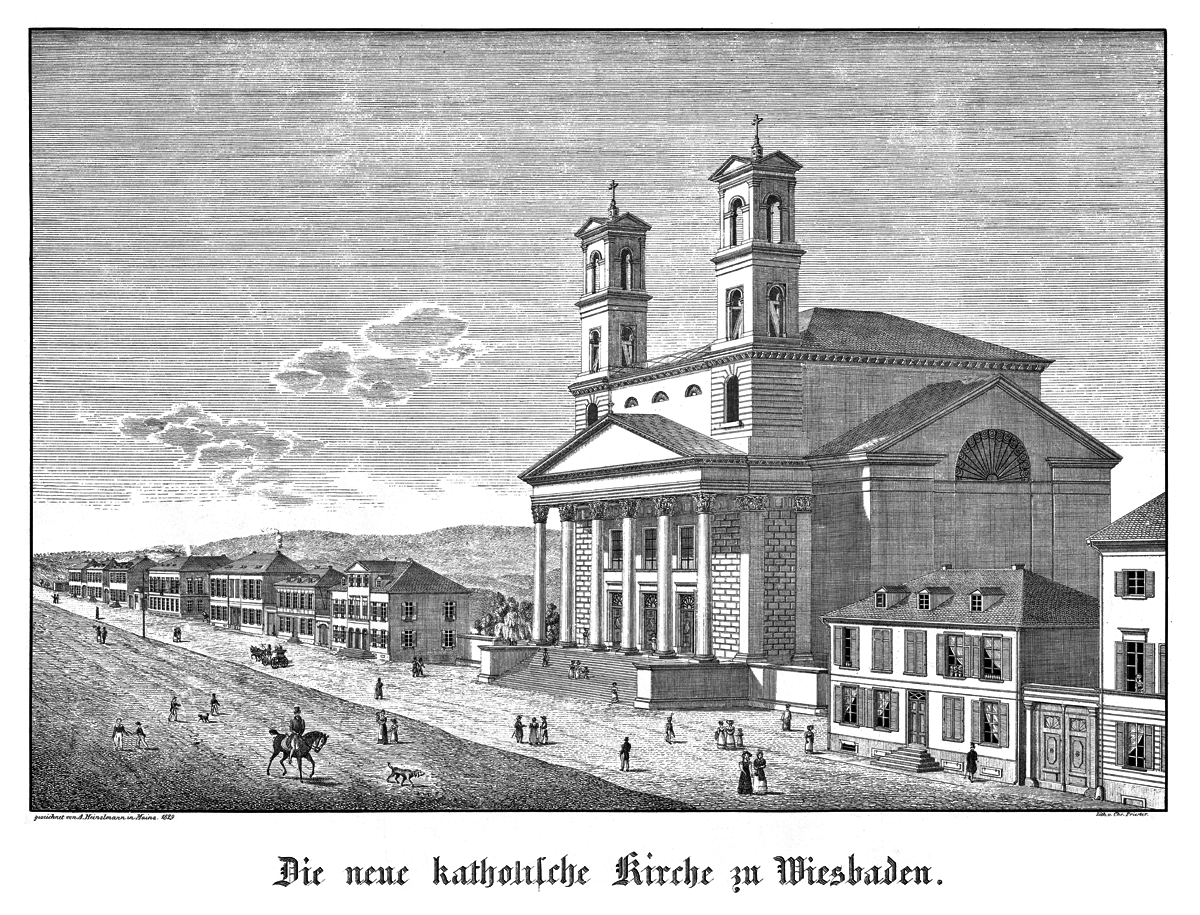
Erste Kirche St. Bonifatius in Wiesbaden